# Pascal Coste
Xavier Pascal Coste es un arquitecto francés que nació el 26 de noviembre de 1787 y murió el 8 de febrero de 1879 en Marsella. 

## Biografía
Nació en Marsella el 26 de noviembre de 1787. Su padre figura como uno de los carpinteros más importantes de la ciudad. Gracias a las capacidades intelectuales y artísticas de su hijo, lo hizo comenzar sus estudios en el taller dePenchaud, arquitecto del departamento y del municipio. En 1814, fue recibido en la escuela Bellas Artes de París en el curso de Léon Vaudoyer. Luego regresa a Marsella en 1815 donde retoma su trabajo en el taller de Penchaud.
Esta época fue un momento crucial en su existencia. En París, conoció al geógrafo Jomard, quien lo puso en contacto con el virrey de Egipto, Méhémet Ali. En 1817, Pascal fue contratado como arquitecto para diversos trabajos industriales por el potentado oriental. Deja Marsella el 6 de octubre. Construye una salpêtrière en 1819 y perfora un canal en 1820. En 1821, construye un pabellón para Mehmet Alí y una villa para el Sr. Boghos, emprende entonces la realización de torres telegráficas que completa en 1822. 
En 1822, regresa a Francia con una impresionante serie de dibujos sobre la arquitectura de El Cairo. Sin embargo, regresa a Egipto en 1823 a petición de Mehmet Alí, quien le confía las funciones de ingeniero jefe del Bajo Egipto. Entre 1823 y 1827 dirigió los trabajos de trabajos de excavación, acondicionamiento y mantenimiento de canales del Río Nilo. Durante los cuatro años de su estancia, acumuló numerosos bocetos, pero su salud se vio afectada tras una picadura de escorpión y el clima egipcio, difíciles de soportar para él, por lo que debió regresar a Francia en 1827.
Posteriormente, Pascal visita Francia en 1828..
Fue entonces cuando ejerció en Marsella la función de profesor de arquitectura en la Escuela de Bellas Artes de Marsella, gracias a las relaciones que había mantenido con Penchaud. Ocupó el cargo hasta 1861, cuando se convirtió en miembro fundador del centro intelectual conocido como l'Athénée. En 1829, publicó un "Mapa del Bajo Egipto".
Paralelamente a estas actividades, Pascal siempre realizó viajes continuos entre Francia, Alemania, Bélgica y Túnez, produciendo numerosas obras de gran autoridad sobre arquitectura. Su “Arquitectura Árabe” (1837) le permite ser vinculado a la embajada de Édouard de Sercey, el cual el rey envío al sah de Persia.
Asociado al pintor Eugène Flandin, fue autorizado a visitar  Azerbaiyán, Isfahán, Shiraz, las ruinas de Ecbatana, Bisotun, Taq-i Bostan, Kangavar, Pasargadas y Persépolis, donde realizó numerosos bocetos. En su regreso a Bagdad, levantó las ruinas de Seleucia del Tigris, de Ctesifonte y de Babilonia. Continuó por Nínive donde el arqueólogo Paul-Émile Calzó estaba a punto de comenzar sus excavaciones. Este viaje le hizo ganar el interés de Louis-Philippe y el nombramiento como arquitecto jefe de la ciudad Marsella en 1844.
En 1846, el presidente de la Cámara de Comercio, el Sr. Luce, le encargó el proyecto del Palacio de la Bolsa sobre la calle Canebière (Marsella). 
Coste es también el autor de otros dos proyectos arquitectónicos en Marsella: la construcción de la Facultad en Meilhan y un museo con torre de agua en el IV distrito (el Palacio Longchamp). También emprendió la construcción del matadero de Arenc, que no se terminó sino hasta 1851.
Viajero incansable, aún con más de ochenta años visitaba España, Irlanda, Alemania, Austria, Hungría, Rusia e Italia y Sicilia. Dejó treinta álbumes de dibujos, conservados actualmente en la Biblioteca de Marsella. Desafortunadamente, muchos de sus ensayos todavía están en forma de manuscritos.
Pascal Coste murió a la edad de 92 años, el 8 de febrero de 1879.
Está enterrado en el cementerio Saint-Pierre de Marsella.

## Distinciones
El 24 de marzo de 1836 fue elegido miembro de la Academia de Marsella.
Por decreto del 14 de agosto de 1862 fue ascendido al rango de oficial de la Legión de Honor.

## Lista de sus edificios
- Iglesia de Saint-Lazare, Marsella, 1833.
- Iglesia de Saint-Joseph, Marsella, 1833.
- Iglesia de Saint-Barnabé, Marsella, 1846.
- Iglesia de Mazargues, Marsella, 1851.
- Palacio de la Bolsa, Marsella.
- Pabellones del Cours Saint-Louis en Marsella.

## Ilustraciones

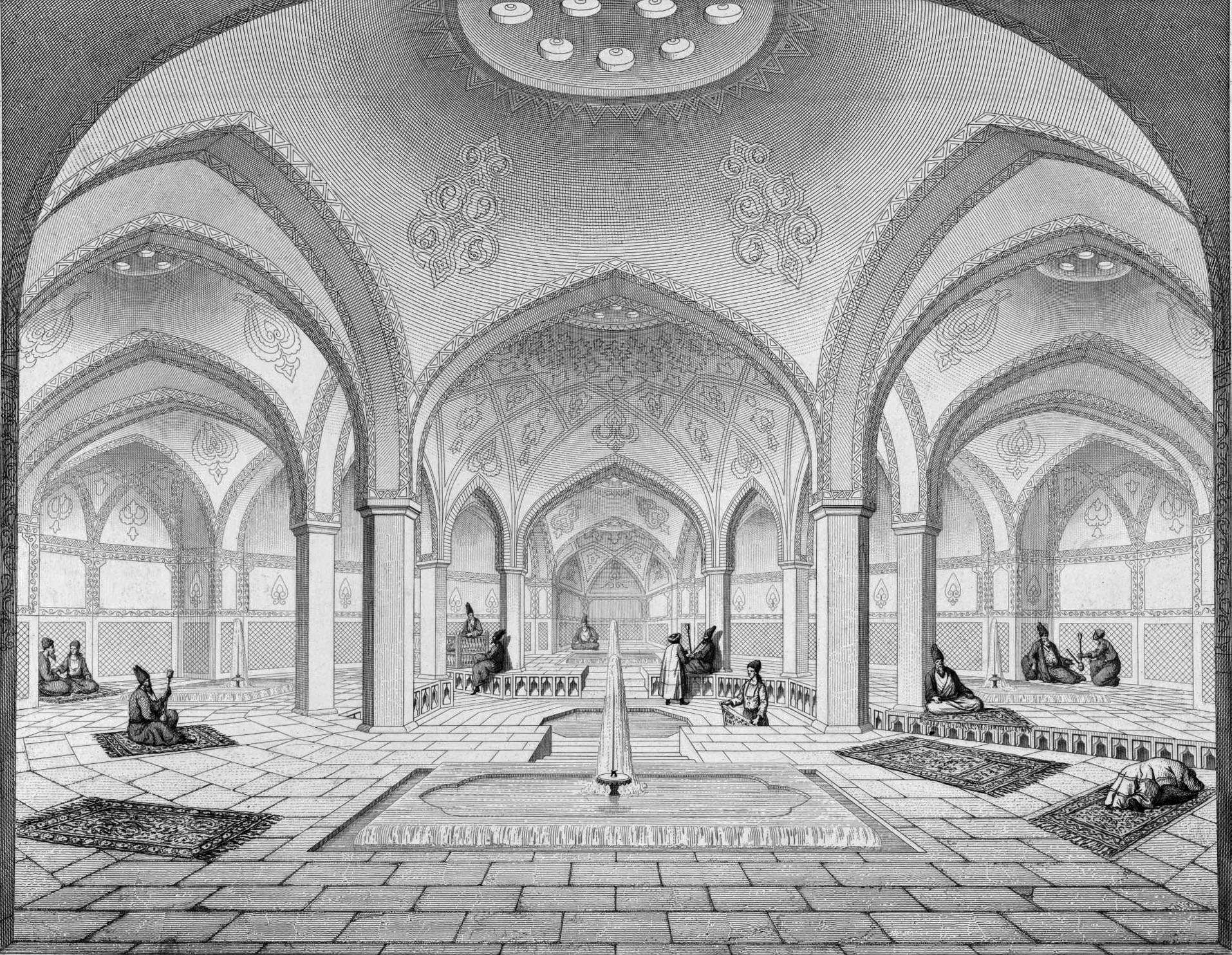
Interior del baño público de Kashan.
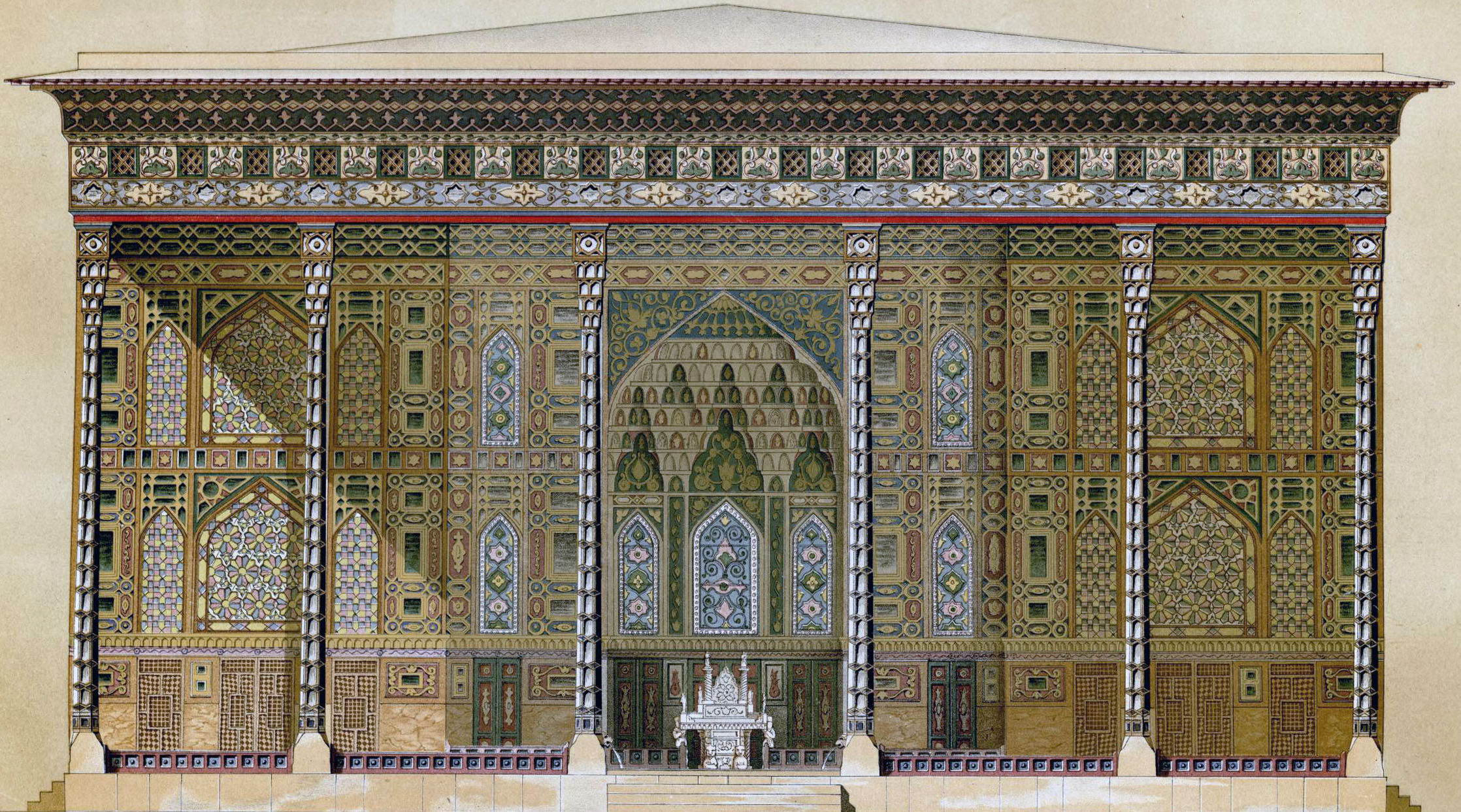
Fachada del Pabellón de Chehel Sotoun.
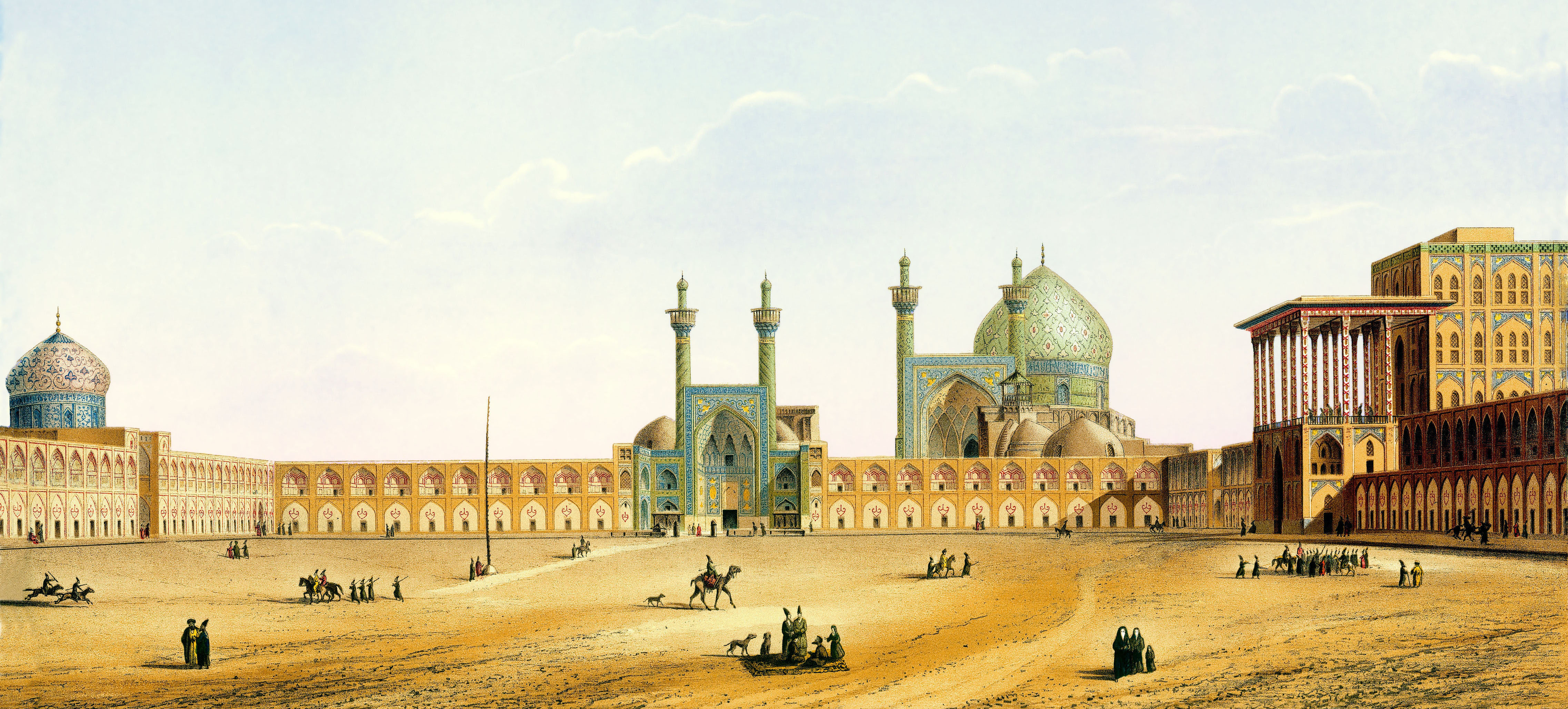
Plaza de Naqsh-e Yahán en Isfahán en 1839.

### Obras publicadas
- Mapa del bajo Egipto, dedicado a Muhammad Ali, por P. C., basado en rutas y estudios, 1818-1827, s.l.n.d., 1829, in-4°Gallica.
- Notas sobre un dolmen que existe en Draguignan, con Audiffret, editado por Barlatier - Feissat y Demonchy. s. d., br., in-8°.
- Arquitectura árabe o monumentos del Cairo, medidos y dibujados de 1818 a 1826, editado por Firmin y Didot. 1837, gd. in-f°, 70 pl.
- Viaje a Persia, con Flandin, editado por Gide y Baudry, 1851. vol 2. in-8°, y 6 in-f° de los cuales 5 de pl. y 1 de notas.
- Monumentos modernos de Persia, medidos, dibujados y descritos, editado por Morel, 1867. gd. in-f°, 71 pl. n. y col.
- La catedral de San Petersburgo. La futura catedral de Marsella, editado por Olive, 1874. br., in-8°.
- Memorias de un artista. Notas y recuerdos de viaje (1817-1877). Marsella, tipografía y litografía Cayer, 1878, 116 pl.
- Notas y recuerdos de viaje (1817-1877), editado por Cayer, 1878. (vol. 2, 8º, portr)

### Manuscritos
- Itinerario de la embajada francesa en Persia, bajo el mando del Conde de Sercey y excursiones científicas de los dos artistas vinculados a esta misión. (vol 2. texto con diseños y 9 atl. de pl.)
- Monumentos de Europa...dibujos… reunidos… de 1832 a 1872…, 11 volúmenes con 1187 piezas, referentes a Gran Bretaña, los estados escandinavos, los imperios ruso, alemán y austro-húngaro, Suiza, Bélgica, Holanda, España e Italia.
- Monumentos de Francia...1828-1876, 1 volumen con 1491 piezas.

- Monumentos del Norte de África (relacionados con Egipto, los Estados Bárbaros y España), 8 volúmenes con 1253 piezas.